# Gran Priorato de Hispania
El Gran Priorato de Hispania es la obediencia masónica que rige y administra en España el sistema masónico conocido como Régimen Escocés Rectificado, practicante del rito denominado Rito Escocés Rectificado. Actualmente, su nombre oficial es Gran Priorato de Hispania, Orden de los Caballeros Masones Cristianos, Orden de los Francmasones Cristianos, ya que desde septiembre de 2008 trabaja de manera minoritaria el Rito Francés (en su versión denominada "Tradicional") y el Rito Escocés, conocido popularmente como Rito Escocés Estándar, todos ellos ritos de carácter cristiano. Este rito masónico, el Rito Escocés Rectificado, es también exclusivamente cristiano, de acuerdo con la simbología masónica anterior a la reforma inglesa de 1717. En su seno conviven masones católicos del rito romano y maronita, ortodoxos, evangélicos, anglicanos y mormones, entre otros.

## Historia

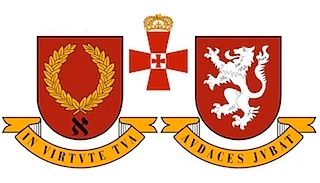
Sello de las I y IV Provincias de los Caballeros Bienhechores de la Ciudad Santa, correspondientes a las antiguas coronas de Aragón y Castilla respectivamente, hoy Provincias de Aragón y León.

La única Obediencia Regularmente constituida en el ámbito hispano para la práctica del sistema masónico y caballeresco conocido como Régimen Escocés Rectificado en sus tres Clases: la Clase Simbólica (con sus cuatro grados de Aprendiz, Compañero, Maestro Masón y Maestro Escocés de San Andrés); la Clase Caballeresca u Orden Interior (con sus dos niveles de Escudero Novicio y Caballero Bienhechor de la Ciudad Santa) y la Clase Secreta (compuesta de Profesos y Grandes Profesos).Disponemos desde el 22 de marzo de 1993, de Carta Patente emitida por el Gran Priorato de las Galias, depositario a su vez del Régimen Escocés Rectificado a nivel mundial desde su creación en el siglo XVIII en el Convento de las Galias (Lyon – Francia) de 1778 y posteriormente ratificado por el Convento de Wilhemsbad (Anau – Alemania) en 1782. Dicha Carta Patente fue ratificada con fecha 13 de enero de 2003, cuando después de nuestra marcha de la G.L.E. fuimos inmediatamente reconocidos por el G.P.D.G., siendo instalado debidamente como Gran Maestro y Gran Prior -de acuerdo a los antiguos usos y costumbres masónicos y caballerescos- el Muy Reverendo Eques a Voluntatis Fortitudine. Esta filiación continua intacta, habiéndose conservado ininterrumpidamente desde entonces; y los lazos de amistad y amor fraternal continúan reforzándose como lo prueba la querida e incondicional presencia del Gran Priorato de las Galias, en todas las ediciones de nuestra festividad de San Andrés desde nuestra fundación.
El Régimen Escocés Rectificado fue gestado en Francia entre 1774 y 1782, por dos grupos de Masones de Lyon y Estrasburgo, entre los cuales podemos citar a Jean y Bernard de TURKHEIM y Rodolphe SALTZMANN (Estrasburgo) y sobre todo por Jean-Baptiste WILLERMOZ (Lyon 1730-1824) quien fue su alma pensante. La arquitectura del Régimen fue su obra, y a él debemos la forma de la doctrina que este Rito comporta.
Desde el punto de vista formal, el Régimen Escocés Rectificado tiene tres orígenes; desde el punto de vista espiritual, tiene dos fuentes o inspiraciones.
En cuanto a la estructura y simbolismo tanto masónico como caballeresco, los tres orígenes del Régimen son:
1. La Masonería francesa de la época, con su proliferación de los grados más diversos (Willermoz los conocía todos y practicó muchos de ellos) y que una vez depurada, sería estructurada hacia 1786-1787 en un Sistema que llevaría más tarde el nombre de “Rito francés”, con sus tres grados y cuatro órdenes; sin olvidar los diversos grados cuya combinación constituye lo que se ha venido a llamar el “escocismo”.
2. El Sistema propio de Martínez de Pasqually, personaje enigmático aunque inspirado, al que tanto Willermoz, como Louis-Claude de Saint-Martin, reconocieron siempre como a su Maestro, denominado “la Orden de los Caballeros Masones Elegidos Coens del Universo”.
3. La Estricta Observancia, también dicha “Masonería rectificada” o “Reformada de Dresde”, sistema alemán en que el aspecto caballeresco primaba absolutamente sobre el aspecto masónico, y que pretendía ser, no ya la heredera, sino además restaurar la antigua Orden del Temple abolida en 1312.
Las dos fuentes espirituales son:
- LA DOCTRINA “ESOTÉRICA” de Martínez de Pasqually cuyo contenido esencial versa sobre el origen primero, la condición actual y el destino último del hombre y del universo.
- LA TRADICIÓN CRISTIANA indivisible, nutrida por las enseñanzas de los Padres de la Iglesia.

A pesar de lo que algunos hayan afirmado, estas dos doctrinas, no solo no se contradicen, sino que se corroboran mutuamente.
Todos los textos prueban una perfecta ortodoxia, que a la vista del conjunto de las distintas confesiones cristianas existentes, demuestra que el Régimen Rectificado, lejos de dividir a los cristianos los reúne.
Partiendo de ahí, Willermoz ha dado a su Sistema o Régimen, una arquitectura concéntrica, organizándolo en tres “clases” sucesivas cada vez más interiores al igual que más secretas, siendo desconocida cada clase interior por la que le era exterior.
Por otra parte, ha dotado al recorrido iniciático desarrollado de grado en grado, de una enseñanza doctrinal progresivamente más precisa y explícita, gracias a las “instrucciones” que forman parte integrante del ritual de cada grado.
Esta concepción del conjunto – arquitectura del Régimen y doctrina – fue oficialmente aprobada en dos etapas. Primeramente a nivel francés, por el Convento de las Galias, tenido en Lyon (noviembre-diciembre de 1778) el cual ratificó, entre otros, el Código masónico de las Logias reunidas y rectificadas y el Código de la Orden de los Caballeros Bienhechores de la Ciudad Santa, que constituyen los textos constitucionales particulares todavía en vigor en nuestro Régimen. Luego a nivel europeo, por el Convento de Wilhelmsbad, en Alemania (agosto-septiembre de 1782), tenido bajo la presidencia del duque Ferdinand de Brunswick-Lunebourg y del príncipe Charles de Hesse, a la sazón principales dirigentes de la Estricta Observancia, quienes se adhirieron a lo que en esa época se vino a llamar la “Reforma de Lyon”.
Según las decisiones adoptadas en el Convento de las Galias y luego confirmadas por el Convento de Wilhelmsbad, El Régimen Escocés Rectificado – desmarcándose así de la Estricta Observancia – renuncia a una filiación histórica con la Orden del Temple, aunque conservando con ella una filiación espiritual, ilustrada por la adopción, en este mismo Convento, de la denominación de “Caballeros Bienhechores de la Ciudad Santa”, haciendo con ello referencia a los “pobres caballeros de Cristo” de los orígenes de la Orden del Temple, y no a la Orden rica y poderosa en que sus sucesores la convirtieron a lo largo del tiempo y hasta su disolución.
Por su filiación espiritual, El Régimen Escocés Rectificado reivindica, al igual que la Orden del Temple, la doble calidad caballeresca y religiosa. Esta doble calidad, que aparece ya en filigrana a lo largo de los grados masónicos y se confiere plenamente por el armamento, no es a emplear solamente en el mundo de los siglos XII o XVIII, sino que es atemporal y los medios para llevarla a cabo, cuya naturaleza es esencial, permanecen inmutables, dado que consisten en la puesta en práctica cotidiana y universal de las virtudes teologales de la fe, la esperanza y la caridad. Esto se expresa en los deberes impuestos, no ya solamente a los C.B.C.S., sino también al Masón rectificado, desde el mismo grado de aprendiz, como son la defensa de la santa religión cristiana y el ejercicio de la beneficencia hacia todos los hombres y en particular hacia los más débiles y desvalidos.
El Gran Priorato de Hispania fue creado el 22 de marzo de 1993 por carta patente del Gran Priorato de las Galias, su homólogo francés. Por acuerdo con la Gran Logia de España y el Gran Priorato de España, el 8 de enero del año siguiente su estructura se quiebra en masonería simbólica y grados superiores, estructura ajena al sentido original del Régimen Escocés Rectificado.
El Régimen Escocés Rectificado, es un sistema masónico y caballeresco, creado en Francia durante el último cuarto del siglo XVIII. El Rito Escocés Rectificado conserva en sus rituales íntegramente toda su pureza de acuerdo al texto de su Constitución original, a saber, el Código masónico de las Logias reunidas y Rectificadas y el Código general y reglamentos de la Orden de los Caballeros Bienhechores de la Ciudad Santa (CBCS) de 1778.
Tras diferencias sustanciales con la Gran Logia de España, a través de un comunicado del 12 de enero de 2003, el Gran Priorato de Hispania recupera su autonomía primera a partir de cuatro logias de San Juan que abandonan la Gran Logia de España: “Guillem de Montrodón” N.º 1, en la ciudad de Zaragoza, “Tau” N.º 2 en Barcelona, “Caballeros de la Rosa” N.º 3 en Madrid, y “Luz interior” N.º 4 en Santa Cruz de Tenerife. El Gran Priorato de Hispania es consagrado el 5 de abril de 2003 por el Gran Priorato de las Galias. Actualmente cuenta con talleres entre logias y triángulos, tanto en España, Perú, Bolivia, Argentina, Chile, Brasil y México.
Al día de hoy, el Gran Priorato de Hispania mantiene relaciones muy estrechas con el Gran Priorato de las Galias, así como con el Gran Priorato de Lotaringia (Bélgica).
El Gran Priorato de Hispania considera que la condena de excomunión emitida por la Iglesia católica, y que históricamente ha pesado sobre la masonería, carece de sustento conforme al derecho canónico. Por ello, en septiembre de 2006, emplazó a la Conferencia Episcopal Española a proteger el derecho de todos los masones a recibir la Santa comunión.
Actualmente mantiene relaciones cordiales con la abadía del Monasterio de Montserrat, donde han depositado ejemplares de sus rituales para el estudio especializado.